# Nicolas Perruchot
Pour les articles homonymes, voir Perruchot.
Nicolas Perruchot, né le 9 juillet 1966 dans le 13e arrondissement de Paris, est un homme politique français. Membre successivement du RPR, de l'UDF, du Nouveau Centre et de l'UMP, il a été maire de la ville de Blois de 2001 à 2008.

## Biographie
Il commence par travailler comme consultant en entreprise, chez France Télécom puis dans l'entreprise de son beau-père.
Il possède depuis 2013 l’entreprise Strat and Co.

## Carrière politique
Il est adhérent du RPR puis rejoint l'UDF. Il remporte son premier mandat à 34 ans quand il est élu conseiller général en 2000 (canton de Blois-3) avec 3 voix d'avance, lors d'une élection partielle. Un an plus tard, lors des municipales il bat avec 37 voix d'avance le maire PS sortant Jack Lang. Cette victoire sur le fil face à un adversaire très connu sur le plan national lui vaut une notoriété médiatique, la presse le surnommant « le tombeur de Jack Lang ». L'année suivante, en juin 2002, il est élu député de la 1re circonscription de Loir-et-Cher avec 600 voix d'avance.
En 2007, après avoir soutenu François Bayrou au premier tour de l'élection présidentielle, il appelle à voter pour Nicolas Sarkozy au second tour. Il participe à la création du Nouveau Centre, qui constitue le pôle centriste de la majorité présidentielle.
Il a été désigné porte-parole du Nouveau Centre au sein de son organisation provisoire.
Il rejoint l'UMP en octobre 2012, après la création de la confédération centriste, l'UDI.

### Maire de Blois
En 2005, il devient également président de la communauté d'agglomération de Blois (Agglopolys).
Parallèlement, Nicolas Perruchot mène d'importants travaux dans le centre-ville dans le but de rendre le centre historique piétonnier ou semi-piétonnier, dynamiser le commerce de proximité et remettre sur le marché les logements vacants (lancement d'une OPAH) pour qu'à long terme le centre-ville soit le troisième centre commercial de l'agglomération.
Son mandat a vu l'apparition de deux nouveaux services municipaux : le « SIR » (Service d'intervention rapide) et « Blois Solidarité Canicule », et des opérations de communication : « Nicolas Perruchot à votre écoute » (un numéro vert pour un dialogue direct avec le maire), « la Mairie à domicile » ou « l'espace Parents » sont autant d'initiatives qui veulent placer la proximité au cœur de l'action municipale.
En tant que maire et président de la communauté d'agglomération de Blois, Nicolas Perruchot a entrepris d'importants travaux d'urbanisme, notamment dans la ZUP des quartiers nord de la ville à travers un plan de rénovation urbaine d'un montant de 257 454 946 euros. Il mène également une politique visant à favoriser l'implantation de PME en zone franche.
En 2003, il crée le festival Tous sur le pont, dont le directeur artistique sera Philippe Manœuvre. Après son élection, Marc Gricourt, nouveau maire de Blois, décide de le supprimer après sa dernière édition en 2008 et de le remplacer par le festival Mix'Terres.
Nicolas Perruchot est battu à Blois aux élections municipales de 2008. Il avait obtenu 29,09 % des suffrages lors du premier tour et n'a recueilli que 39,31 % des voix contre 60,69 % pour son adversaire socialiste, Marc Gricourt, lors du second tour des élections. Il sera remplacé à la tête de l'agglomération de Blois (Agglopolys) par Christophe Degruelle (PS).
Lors de la campagne des municipales 2020 à Blois, alors qu'il n'est pas lui-même candidat, il soutient tardivement un rapprochement entre le candidat de la majorité présidentielle Étienne Panchout (Modem) et Franck Prêtre (divers droite). Il délaisse ainsi le candidat de son propre parti, Malik Benakcha (Les Républicains), alors qu'un tract de ce dernier laissait entendre l'inverse en début de campagne. La liste qu'il soutient arrive deuxième avec 14,48% des voix, juste devant celle de LR (13,8%).

### Député
En juin 2002, il est élu député de la 1re circonscription de Loir-et-Cher avec 600 voix d'avance.
Candidat aux élections législatives de juin 2007, il conserve son siège de député avec une avance de 321 voix sur la circonscription (Nicolas Perruchot - NC : 50,3 %, Geneviève Baraban - PS : 49,7 %).
Nicolas Perruchot a dénoncé lors d'un point-presse (début novembre 2007) « un calendrier parlementaire trop chargé » et « un manque de cohérence et de lisibilité dans l'action du gouvernement ». Des propos qui ont créé la surprise au sein de l'UMP comme du NC. Il remettra ainsi sa démission du poste de porte-parole à l'Assemblée nationale du Nouveau Centre, tout en restant membre du parti, le mardi 13 novembre 2007 à François Sauvadet, président du groupe Nouveau Centre à l'Assemblée nationale.
Il est membre du groupe d'études sur le problème du Tibet de l'Assemblée nationale.
Il est candidat à la présidence de son groupe parlementaire, le 6 juillet 2011, en remplacement de François Sauvadet, nommé au gouvernement. Yvan Lachaud remporte l'élection dès le premier tour avec treize voix, Nicolas Perruchot obtient quant à lui deux voix.
Il soutient publiquement le chef Raoni dans son combat contre le Barrage de Belo Monte, il lui a notamment offert sa médaille de l'Assemblée nationale lors de sa venue en France en 2011.
Nicolas Perruchot est responsable à l'Assemblée nationale d'un rapport d'enquête sur Les Mécanismes de financement des organisations syndicales d'employeurs et de salariés,. Pour la première fois de l'histoire de la Ve République, un rapport parlementaire n'est pas publié. Le 30 novembre 2011, les 3 élus PS de la commission ayant voté contre, les élus Francis Vercamer et Nicolas Perruchot ainsi que Arnaud Richard ayant voté pour, les autres élus UMP s'abstenant ou n'étant pas présents, faute de majorité le rapport est rejeté. Néanmoins le rapport est mis en ligne par Le Point en février 2012,, dans une version à laquelle il manque les comptes-rendus d'audition et les annexes. Nicolas Perruchot évoque un financement de l'ordre de quatre milliards d'euros par an.
En juin 2012, il perd son mandat parlementaire lors des élections législatives au profit du socialiste Denys Robiliard, adjoint au maire de Blois.

### Conseiller départemental et régional
Il retrouve le conseil départemental de Loir-et-Cher à l'occasion des élections départementales de 2015. En effet, il est élu conseiller départemental du nouveau Canton d'Onzain. Cette élection a lieu a au second tour, dans le cadre d'une triangulaire. Nicolas Perruchot et son binome Catherine Lheritier sont élus avec 38,69 % des voix. Le 2 avril, Nicolas Perruchot est élu premier vice-président du conseil départemental, aux côtés du président Maurice Leroy.
Quelques mois avant le renouvellement du conseil régional du Centre, Hervé Novelli, alors président du groupe d'opposition, démissionne de cette fonction. C'est Nicolas Perruchot qui est élu par ses pairs pour lui succéder jusqu'aux élections régionales de décembre 2015.
Dans le cadre de l'élection régionale de 2015 en Centre-Val de Loire, Nicolas Perruchot est en 5e position sur la liste départementale UDI-les Républicains menée par Guillaume Peltier. Le fait qu'il passe de la 1re (en 2010) à la 5e position trouve son explication dans le fait que Guillaume Peltier et Marc Fesneau, respectivement en 1re et 3e position sont les chefs de file de leurs partis politiques respectifs au niveau régional (les Républicains et MoDem).
Il décide de se retirer de la vie politique après les élections régionales et départementales de 2021, choisissant  Philippe Gouet pour lui succéder à la tête du département. Il précise cependant : « Je ne vais pas partir demain du Loir-et-Cher, je serai encore là et j’aurai sans doute encore une influence, même avec des fonctions privées. »

## Controverses

### Propos injurieux sur ses électeurs
En septembre 2020, il est au cœur d'une polémique après la publication dans la presse de l'enregistrement de propos qu'il avait tenus au cours d'une réunion rassemblant les conseillers départementaux formant sa majorité, plusieurs directeurs de l'administration du département et des assistants du groupe politique. Il y déclarait, alors qu'il évoquait la crise sanitaire, que « La plupart des gens, pardonnez-moi, sont cons. Une très grande majorité, au moins 80 %, pas 30. Sachez-le, ils sont d'un niveau éducatif très moyen, et de plus en plus moyen, et malheureusement, ils sont bêtes », puis « On est face à des gens qui sont stupides. Et nous avons, nous, une information qu'il faut essayer de donner de la manière la plus simple ou simpliste possible. Je le dis souvent, n'oubliez pas qu'on s'adresse à des CE1 ou des CE2 ». Ces propos font vivement réagir l'opposition, Benjamin Vételé (PS), dénonçant des « propos méprisants et condescendants » et Michel Chassier (RN) le « mépris du peuple dans toute sa splendeur ». Nicolas Perruchot dément les propos rapportés, même si trois participants à la réunion les confirment à Marianne, et dépose deux plaintes, l'une contre X, « en raison de l'enregistrement sans le consentement de leurs auteurs de propos tenus lors d'une réunion des élus de la majorité », et l'autre « pour cause de transmission à la presse du contenu d'enregistrement frauduleux ».

### Transferts de fonds suspects
France Télévisions et la cellule investigation de Radio France révèlent que Nicolas Perruchot a transféré en 2018 et 2019 plusieurs dizaines de milliers d'euros d'une association vers son compte personnel. L'association, créée en mars 2018 à son initiative, devait fournir des notes à destination des entreprises qui lui versaient en retour des subventions.
Début 2021, il fait construire une résidence secondaire en Corse d’une valeur de 1,27 million d’euros.
En octobre 2021, le transit de fonds vers une société établie aux Seychelles est cité dans le scandale des Pandora Papers,. L'élu avait fait créer en octobre 2012 par un cabinet suisse spécialisé dans les structures offshore une société écran, baptisée Black Tree Holdings Incorporated.

## Mandats politiques
- 19 juin 2002-17 juin 2012 : député de Loir-et-Cher
- 19 mars 2001-16 mars 2008 : maire de Blois
- 1er janvier 2005-16 mars 2008 : président de la communauté d'agglomération de Blois
- 10 juillet 2000-12 juillet 2002 : conseiller général de Loir-et-Cher (canton de Blois-3)
- 1er octobre 1998-19 mars 2001 et 16 mars 2008-29 avril 2010 : conseiller municipal de Blois (opposition municipale)
- Conseiller régional de la région Centre-Val de Loire
- Conseiller départemental du canton d'Onzain de 2015 à 2021.
- Président du conseil départemental de Loir-et-Cher de 2017 à 2021.

## Résultats des élections

### Élections régionales de mars 2010 en Loir-et-Cher
- François Bonneau (PS - EÉLV - FdG) 48,00 %
- Hervé Novelli (UMP - NC) 37,04 %
  - Nicolas Perruchot, quant à lui, est la tête de liste « majorité présidentielle » en Loir-et-Cher.
- Philippe Loiseau (FN) 14,96 %

Sur la Région Centre :
- François Bonneau (PS - EÉLV - FdG) 50,00 %
- Hervé Novelli (UMP - NC) 36,46 %
- Philippe Loiseau (FN) 13,54 %

### Élections municipales de mars 2008
- Nicolas Perruchot (UMP) pour la liste « J'aime Blois » : 39,31 %
- Marc Gricourt (PS) pour la liste « Tous différents, tous blésois » : 60,69 %

### Élections législatives de juin 2007
Résultats sur la première circonscription :
- Nicolas Perruchot (MAJ) : 50,3 %
- Geneviève Baraban (PS) : 49,7 %
- Participation : 60,4 %
- Abstention : 39,6 %

Sur la ville de Blois :
- Nicolas Perruchot (MAJ) : 45,7 %
- Geneviève Baraban (PS) : 54,3 %

Sur la communauté d'agglomération de Blois (Agglopolys):
- Nicolas Perruchot (MAJ) : 48,0 %
- Geneviève Baraban (PS) : 52,0 %

### Élections législatives de juin 2002
Résultats sur la première circonscription :
- Nicolas Perruchot (UDF) : 50,6 %
- Michel Fromet (PS) : 49,4 %
- Participation : 62,2 %
- Abstention : 37,8 %

### Second tour des élections municipales de 2001
- Nicolas Perruchot (UDF, FU) : 45,31 % (1er tour : 26,41 %)
- Jack Lang (PS) : 45,09 % (1er tour : 34,63 %)
- Miguel de Peyrecave (FN) : 9,61 % (1er tour : 17,47 %)
- Abstention : 39,31 % (1er tour : 46,60 %)